# Tumayricapac
Tumayricapac (conocido también como: Tumayriqhapaq, Tumayriqhapa, Tumayricapa) es un dios preincaico originario de la zona de Chinchaycocha. Fue adorado por los Yaros o Llacuaces de Chinchaycocha como dios del fuego, la fuerza, la industria y la ventura.
Asimismo, Tumayricapac es asociado al rayo y la cacería.
Cuando los Incas expandieron el Tahuantinsuyo por dicha zona, el dios Tumayricapac fue incorporado al panteón incaico como una variante regional del dios Illapa.

## Etimología
Tumayricapac es un nombre compuesto del quechua: Tumay (que significa andar alrededor o rodear) y Qhapaq (que significa señor, emperador, jefe de alto rango o aquel que es poderoso y rico en virtudes).
El nombre de la deidad hace alusión al mito del chaco de vicuñas salvajes, el cual fue llevado a cabo al comienzo de los tiempos en la llanura de Wirapampa.
Esta hazaña primordial constituye el mito de fundación de una de las actividades económicas más importantes de los Yaros o Llacuaces de las frías punas: la caza de auquénidos salvajes practicada mediante el lanzamiento de liwi.

## Mitología

### Tumayricapac y Tumayhanampa
Se narra que, en un peñasco conocido como Ayracaca (peñasco loco), cayeron del cielo dos hermanos llamados Tumayricapac y Tumayhanampa. De los dos, Tumayhanampa desapareció (se separó de su hermano), quedando solo Tumayricapac.
Tumayricapac pasó por un cerro que está cerca de la laguna de Chinchaycocha, entre los pueblos de San Joan de los Ondores y de San Pedro de Pari que se llama Mamallqui Jirca (origen de los cerros). En dicho lugar, reunió a todas las huacas. Sin decir que más hizo ahí, Tumayricapac pasó por Bombón y se transformó en un pequeño bebé bien vestido.
Al amanecer, se presentó una neblina muy oscura que hizo llorar a la divina criatura. En eso, una mujer del pueblo de Huaychau llamada Pullucchacua oyó los llantos y descubrió al pequeño dios. La mujer, viendo a la criatura abandonada, se lo llevó para criarlo. Dentro de cinco días, la criatura creció y ya era todo un hombre.
Tumayricapac envió a todas las demás huacas, las personas del litoral y los cerros para que hiciesen un chaco de vicuñas en la llanura que tiene por nombre Wirapampa.

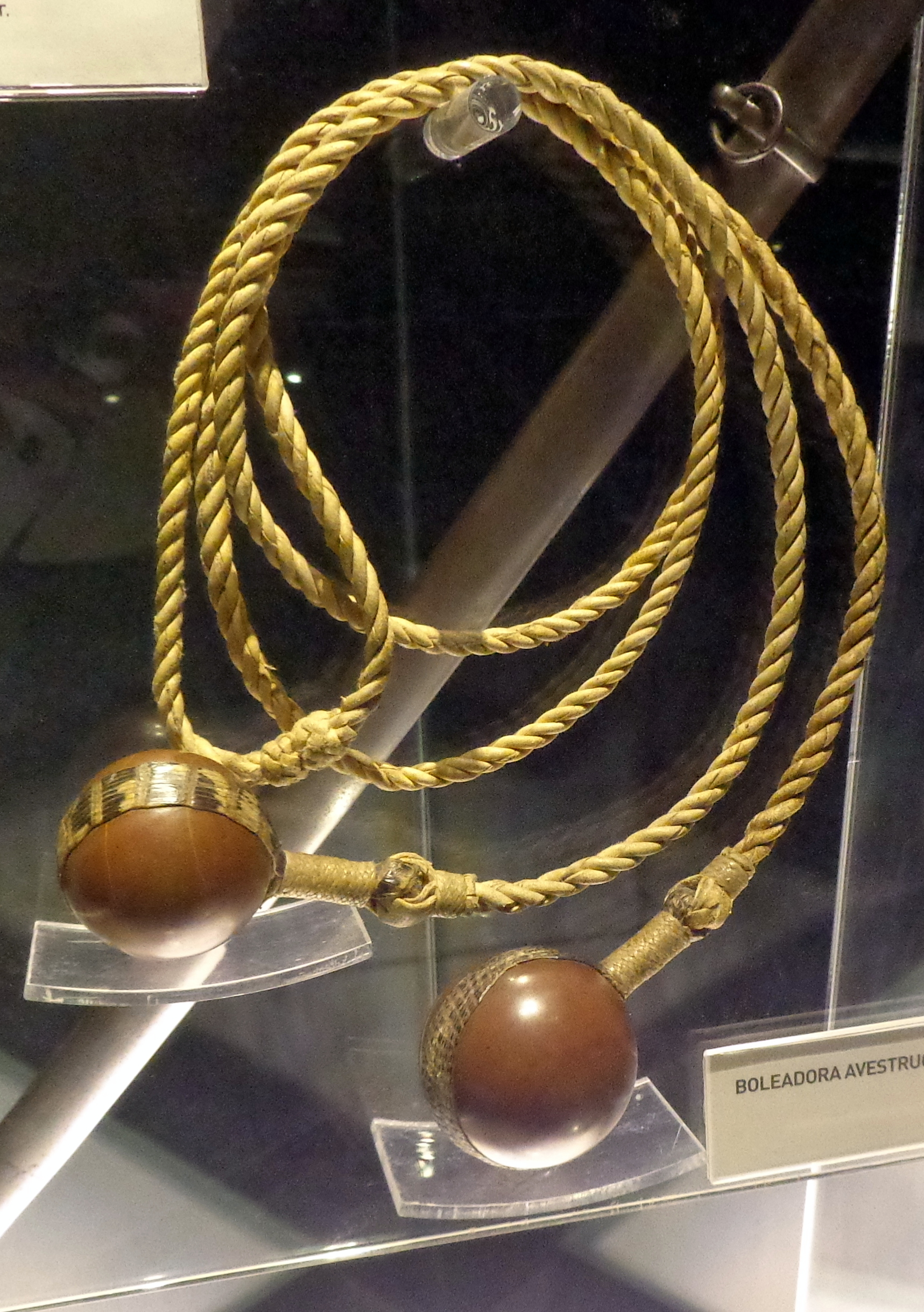
Boleadora o Liwi, arma con la que Tumayricapac decapitó al gigante Quirumachan.

### Tumayricapac y Quirumachan
Mientras Tumayricapac realizaba el chaco de vicuñas, se encontró con una montaña gigante llamada Quirumachan (cueva dentada). Esta montaña era tan enorme que alcanzaba los cielos. La montaña, con su colosal tamaño, quiso imponerse ante el dios Tumayricapac.
Viendo la actitud arrogante de la montaña, Tumayricapac hizo uso de su liwi.
El liwi de Tumayricapac no era una boleadora ordinaria, la cual tiene tres pelotillas de plomo sino que esta tenía tres peñas que se ven en el cerro Quirumachan y que cada una pesaba más de 20 quintales.
Mientras Quirumachan bajaba, el dios Tumayricapac enderezó su liwi y, como si estuviera cazando una vicuña, torció el liwi y lo tiró a Quirumachan. El tiro del liwi impactó al cuello de Quirumachan, cortándole completamente la cabeza. En el acto, el gigante Quirumachan se tendió muerto en el suelo.
Se menciona que esta hazaña la hizo Tumayricapac por envidia, porque Quirumachan le aventajaba en tamaño.

### La ceremonia del corte de cabello
Desde el cuerpo tendido de Quirumachan bajó Tumayricapac donde los indios Chupachos, que son los del valle de Huánuco. El dios los recibió por sobrinos y les trasquiló los cabellos. Esta ceremonia han usado los nativos que consiste en tresquilar a las criaturas varones y mujeres al año de nacimiento.
La ceremonia se efectuaba durante el día y era de la siguiente manera: sentaban a la criatura en medio de la casa, la colocaban sobre una manta que se usa para vestir. Luego, el tío hermano de la madre de la criatura y a falta de este, el pariente más cercano de parte de la madre daba una sola tijerada invocando a Tumayricapac y a Tumayhanampa. Ambos dioses eran solicitados para que diesen fuerza, ventura, industria y riquezas a aquella criatura. Después, se le ofrecía al que dio la primera tijerada alguna cosa; de la misma manera, proseguían los parientes de parte del padre; luego, todos de la junta ofreciendo y dando tijerada. Para concluir la ceremonia, gastaban todo lo restante del día y toda la noche en bailar y beber con invocaciones y alabanzas de Tumayricapac y Tumayhanampa. 

### El felino del granizo
Mientras Tumayricapac era reconocido por los diversos pueblos, los Yanamates no quisieron reconocerle ni obedecerle.
Una noche poblada de muchísima nieve, vino Tumayricapac al pueblo en compañía de Tumayhanampa; el cual se volvió a reunir con su hermano. Ambos, sin que alguien los viese, les hurtaron una llama.
Yendo en la búsqueda del auquénido, los Yanamates se guiaban рог el rastro de la llama; no obstante, se percataron de que las huellas en la nieve no eran de una o más personas sino que eran de puma, de zorro y de llama. Los Yanamates siguieron las huellas hasta encontrar la figura de una persona en el cerro Caytal. La persona era Tumayricapac, el cual se encontraba comiendo harina de maíz envuelta con sebo de llama. Tan pronto llegaron los Yanamates, Tumayricapac montó en cólera y se transformó en un puma sobrenatural (posiblemente un Qhoa). El enfurecido felino echaba granizo blanco y colorado por las ventanas de su nariz.
Los indios Yanamates, asustados, le dijeron: Padre mío ¿Por qué te llevaste a mi llama?
El dios respondió preguntando: ¿De verdad me llamasteis padre?
Los Yanamates volvieron a decir que sí.
Entonces, Tumayricapac les dijo: Pues volved a vuestro pueblo y para que yo sepa si me decís verdad y si de verdad me obedecéis, llevad una llama al cerro de Chuncrascayan; y en los bofes de la llama que habéis de llevar, veré si me mentís о si de verdad me queréis por vuestro padre.
Y así los Yanamates llevaron la llama y, al abrirla, Tumayricapac halló que las alas de los bofes estaban juntas en una sola pieza y no divididas. Tumayricapac tomó este hecho como prueba de que los Yanamates decían la verdad y, por ende, los recibió por hijos suyos. Tumayricapac hizo que todos jurasen por él y que si no le obedecían, a todos los había de acabar.

### Tumayricapac y las dos serpientes
Tumayricapac y Yunquicayan tenían el dominio de los pueblos Yacan, Yarushyacan, Ticlacayan, Chinchan y otros. Había población de cien mil almas. Poblaron porque había abundancia de agua y podían sembrar. Tenían рог diosa a Mama Rayhuana. Vivía esta en una zona conocida como Atoqhuarco (Zorro colgado).
Cuentan que una vez que estaban en reunión los dos mandatarios, aparecieron dos águilas en el aire y los sabios pronosticaron que algún horror iba a pasar. Era necesario consultar a la diosa Rayhuana. En sueño le dijo Rayhuana a Tumayricapac que mandara a dos doncellas al lugar donde estaba la diosa.
Al despertar, Tumayricapac explicó el sueño a los demás y decidieron enviar las dos doncellas al lugar indicado. Se encontraron con Rayhuana y esta les anunció la ruina de la cultura Wayna y que por lo mismo ella también los abandonaba, trasladándose a otros lugares. A poco tiempo se presentaron unos ejércitos por los extremos de la meseta del cerro de Pasco. Derrotaron a los Waynas. Los guerreros vencedores eran los Wankas. Los Waynas se retiraron a la zona del Pillao, a siete leguas de аса hacia el norte.
En Pillao, los Waynas hicieron un túnel entre dos pueblos. Las esposas de los mandatarios soñaron dos acontecimientos diferentes. Una soñó que tendría una hija hermosa que había de ser la ruina del Pillao. La otra soñó que tendría dos hijos varones que serían sus defensores.
Las dos esposas dieron a luz; la primera, a una niña hermosa; la otra, a unos robustos mellizos. La madre de la niña, creyendo en el sueño, habló con su esposo: ¿Cómo podría evitar que mi hija fuese la ruina del Pillao?
Querían que la niña se dedicase al pastoreo de llamas y le señalaron una zona donde pudiese pastar.
El tiempo pasó y la niña ya tenía doce años. Era muy hermosa, viva e inteligente. Cuando salía de su casa por la mañana, solía llevar su fiambre en una vasija. Acostumbraba a sentarse en una hermosa piedra, en una laja. Una vez dijo que se quedó dormida y soñó con un monstruo. El monstruo le dijo que había de ser su mujer y que tendría dos hijos de él. La niña despertó, se puso nerviosa y arreó los animales hacia su casa.
Nueve meses después, parió dos huevos en lugar de una criatura. Colocó los dos huevos en la vasija donde solía llevar el fiambre y la puso al pie de una catarata para que aquí terminara.
Pasó un tiempo, la niña se quedó dormida en la misma laja y soñó con dos monstruos que le dijeron: Madre, huye porque vamos a acabar con los dos pueblos del Pillao.
La chica despertó y atinó рог ir al pie de la catarata. Al llegar, encontró en la quebrada a dos culebras gigantes que le dijeron: Huye, porque vamos a destruir estos dos pueblos.
La niña azorrada, sin juntar las llamas, fue a dar aviso a sus padres. Estos alistaron las tropas, pero fue devorado el primer pueblo por los dos monstruos. Los dos infantes que nacieron al otro lado del pueblo eran ya maduros. Eran Tumayricapac y Yunquicayan.
Los dos jóvenes se encontraron con las dos fieras en la cumbre del Pillao. Al ver que era de noche, pactaron que a la mañana siguiente empezaría la lucha. Los dos jóvenes, armados de mazas, esperaron en la cumbre. Los dos monstruos subían con la boca abierta para devorarlos y se inició la lucha, cada monstruo contra un joven.
A una cuadra de distancia, presenciaba la batalla una mujer que cargaba a su hijo.
En eso, el Sol, acompañado de sus refulgentes rayos, comenzaba a salir al amanecer. Las culebras, al ver el advenimiento del Sol, quedaron enceguecidas. La situación fue aprovechada por ambos jóvenes que, de un certero porrazo, vencieron a las colosales serpientes.
La mujer, perturbada, echó un wayari (grito) у рог este wayari se convirtieron en piedra los dos monstruos, los jóvenes e inclusive la mujer.

### La serpiente como hijo de Tumayricapac
El siguiente mito es una posible variación del mito anterior. Dicho mito explica la creación de lugares existentes como memoria de los hechos transcurridos.
El mito comienza con lo siguiente:
Se describe a Tumayricapac como un hombre de fuerza sin igual. Se menciona que él, sentándose en una piedra, en un batán, había engendrado un gran huevo.
Al percatarse de ello, Tumayricapac ocultó el huevo que había engendrado. De dicho huevo emergió una culebra, la cual era amamantada por Tumayricapac (este detalle evoca la naturaleza hermafrodita y/o andrógina del dios).
Una vez hecho esto, la serpiente fue dejada por Tumayricapac a su suerte. En el acto, la sierpe creció de manera desorbitante y dijo: Madre, tengo hambre! Anhelo yo devorar a este pueblo!
Cuando Tumayricapac se encontró con la colosal serpiente, esta última exclamó: Te voy a devorar!
Escuchando estas palabras, Tumayricapac desafío a la culebra sin vacilar. El dios le dijo: Apostemos. Nos vamos a encontrar mañana en la Punta de la Culebra (existe una cordillera con dicho nombre y está ubicado por encima del distrito de Oyon) al amanecer y ahí lucharemos.
Acaeció la noche y en todo momento Tumayricapac estuvo empuñando un machete. La enorme serpiente, arrastrando su pesado y grueso cuerpo, retumbaba la Tierra. Dirigiéndose a la cordillera, la sierpe avanzaba con la boca abierta con el objetivo de devorar a su padre. Sus intentos fueron en vano, pues Tumayricapac decapitó con facilidad a la sierpe, dándole la muerte.
Al morir, el mastodóntico cuerpo de la serpiente se convirtió en piedra y Tumayricapac también (como memoria del mítico enfrentamiento).
La laguna de la culebra tiene el agua colorada por la sangre de la sierpe decapitada.